# Клюгхафт, Моше
Моше Клюгхафт (ивр. משה קלוגהפט‎; род. 8 июня 1980, Бат-Ям, Израиль) — израильский политтехнолог. По версии Forbes входил в рейтинг самых влиятельных людей в возрасте до 40 лет.

## Биография
Моше Клюгхафт родился 8 июня 1980 года в Бат-Яме в семье учителя математики и военного. После армии он изучал рекламное дело и получил степень бакалавра в области политических наук и коммуникаций в университете Бар-Илан. С 2005 по 2006 год работал представителем Национального студенческого союза, принял участие в борьбе студентов против министра образования Лимора Ливнат. Был политическим советником Пнины Розенблюм, которая участвовала в праймериз Ликуда. С 2006 года он занимал должность советника по СМИ в Кнессете, в том числе членов Кнессета Исраэля Хассона и Ронита Тирош, и был представителем Экономического комитета Кнессета.
Затем служил в качестве советника по средствам массовой информации в борьбе семей погибших Второй ливанской войны, а затем в коалиции организаций, включая борьбу резервистов и семей погибших, которая требовала отставки Эхуда Ольмерта после войны.
В 2008 году журнал Forbes оценил его как влиятельного консультанта по средствам массовой информации в Израиле после советника премьер-министра в то время, и среди 100 самых влиятельных молодых людей в Израиле.
В 2009 году он проводил кампанию против налога на засуху, введённого правительством Нетаньяху, пока он не был отменён. В начале 2010 года он и Шмуэль Вилиан провели публичную кампанию «Им Тирцу» против «Нового фонда», в которой утверждалось, что доклад судьи Голдстоуна основан на данных, опубликованных организациями, финансируемыми «Новым фондом».
Летом 2010 года «Форум Земли Израиля» провёл кампанию против комиссии Шешински, которая рекомендовала повысить роялти и налоги, которые газовые и нефтяные компании должны платить государству. Кампания утверждала, среди прочего, что увеличение платежей государству — это заговор «Нового фонда», призванный ослабить Государство Израиль, сделав инвестиции в добычу природного газа бесполезными и увеличивая зависимость от импортируемого газа из Египта.
Позже, вместе с Роненом Цуром, он основал фирму по стратегическим коммуникациям и стратегическому консалтингу «EDK Communications».
Служил стратегическим советником Совета поселений, генеральным директором которого стал Нафтали Беннет. Пишет песни.
В ноябре 2012 года Клюгхафт участвовал в предвыборной кампании Нафтали Беннета на пост главы Еврейско-национальной религиозной партии, где он победил Зевулуна Орлева с 67 % против 32 %, а позднее участвовал в выборах партии "Еврейский дом" в Кнессете 19 созыва. В итоге партия получила самое большое количество мест с 1977 года. Клюгхафт также занимал эти должности на досрочных выборах, на которых Беннетт был переизбран на пост главы движения, и на выборах в 20-й кнессет, на которых партия потеряла треть своей власти и служила стратегическим советником на переговорах по коалиции.
В декабре 2013 года он был назван самым перспективным менеджером в Израиле в политической сфере газетой «Глобус».
В августе 2015 года он снял фильм Авива Гефена «Новый мир», в котором рассказывается об опасностях для детей в Интернете и руководил кампаниями Министерства образования по усилению математических исследований аттестации зрелости и популяризации кибер-чемпионата Израиля. В декабре он руководил кампанией «Imgruzu».
В сентябре 2016 года он был назначен одним из стратегических советников в кампании социал-демократической партии на парламентских выборах в Румынии. Партия увеличила свою власть примерно до 45 % мест в парламенте. Он также консультировал Либеральную партию Косово.
С января 2016 по июль 2017 года он занимал должность стратегического советника канцлера Австрии Кристиана Керна.
Клюгафт вместе с Хаимом Авихайлом и Раз Йовином написал сценарий для драматически-политического сериала «Режим теней». Сериал был показан в «HOT» в 2018 году.
Выступил за Тамар Зандберг в её заявке на лидерство в Мереце в 2018 году, что привело к критике Зандберг и её извинениям.
На муниципальных выборах 2018 года Клюгхафт консультировал Цвику Брота, который победил мэра Бат-Яма.
В то время Клюгхафт был стратегическим советником в Министерстве внутренней безопасности и кампании полиции по запуску сети по защите детей в Интернете.
Клюгхафт также консультировал Саломе Зурабишвили, которая победила на президентских выборах в Грузии в ноябре 2018 года.
М. Клюгхафт живёт в Гиват-Шмуэль. Жена — Шарона, архитектор, с ней у него трое детей.

### Работа политтехнологом
В 2018 году Моше Клюгхафт помог Бидзине Иванишвили сохранить свой пост на перевыборах в Грузии.

#### Помощь Порошенко против Зеленского
По данным Михаила Саакашвили Моше Клюгхафта нанял для работы против Владимира Зеленского действующий президент Пётр Порошенко. По словам бывшего президента Грузии: 

Мы его знаем по Грузии, где он работал на олигарха Иванишвили. Этот тезис о том, что Зеленский — марионетка, это его рук дело и в ближайшие дни он выбросит серию грязных трюков против Зе
Совместно с Моше Клюгхафтом в Киеве трудились трое израильских коллег политтехнолога с дополнительным бюджетом около 200 000 долларов в месяц. Изначально Клюгхафт пытался сделать секрет из своего визита в Киев, даже подтёр свои посты в Фейсбуке, а после того как информация всплыла, перестал делать из этого тайну. Заведующий отделом Департамента информации П. Порошенка Владимир Горковенко отметил, что не знает о работе Клюгхафта на Порошенко. Однако сразу несколько человек из штаба Порошенко подтвердили, что Клюгхафт на них работает.
Клюгхафт запустил рекламные щиты с изображением Порошенко и Путина. В противостоянии Порошенко и Зеленского Клюгхафт, в частности, играл на чувстве страха людей перед началом войны с Россией и использовал фейковые обвинения в мнимых связях Зеленского с президентом РФ Путиным. Кроме этого плодит фейковые заявления о наркозависимости актёра, и якобы пиаре на российском ТВ и заявлениях о расколе общества, а также провокации в адрес членов команды Зеленского.

#### Краткий список политтехнологических акций
| Год        | Название задания                                                            | Результат                                                      | Статус  |
| ---------- | --------------------------------------------------------------------------- | -------------------------------------------------------------- | ------- |
| нет данных | Помощь Тамар Зандберг на внутрипартийных выборах в партии «Мерец»           | Тамар Зандберг втрое обошла Ави Бускилу                        | успешно |
| 2001       | Проведение в Кнессет партию под названием «Еврейский дом»                   | Партия прошла в Кнессет                                        | успешно |
| 2016       | Создание левой «Социал-демократической партии» в Румынии                    | Партия создана и одержала победу над правоцентристской партией | успешно |
| 2018       | Содействие Бидзина Иванишвили сохранить свой пост на перевыборах в Грузии   | Пост был сохранён                                              | успешно |
| 2018       | Получение поста президента Саломе Зурабишвили                               | Саломе Зурабишвили получила пост                               | успешно |
| 2019       | Поддержка П. Порошенко и компромация В. Зеленского на Президентских выборах | Победил Владимир Зеленский                                     | провал  |